# Leibwagen

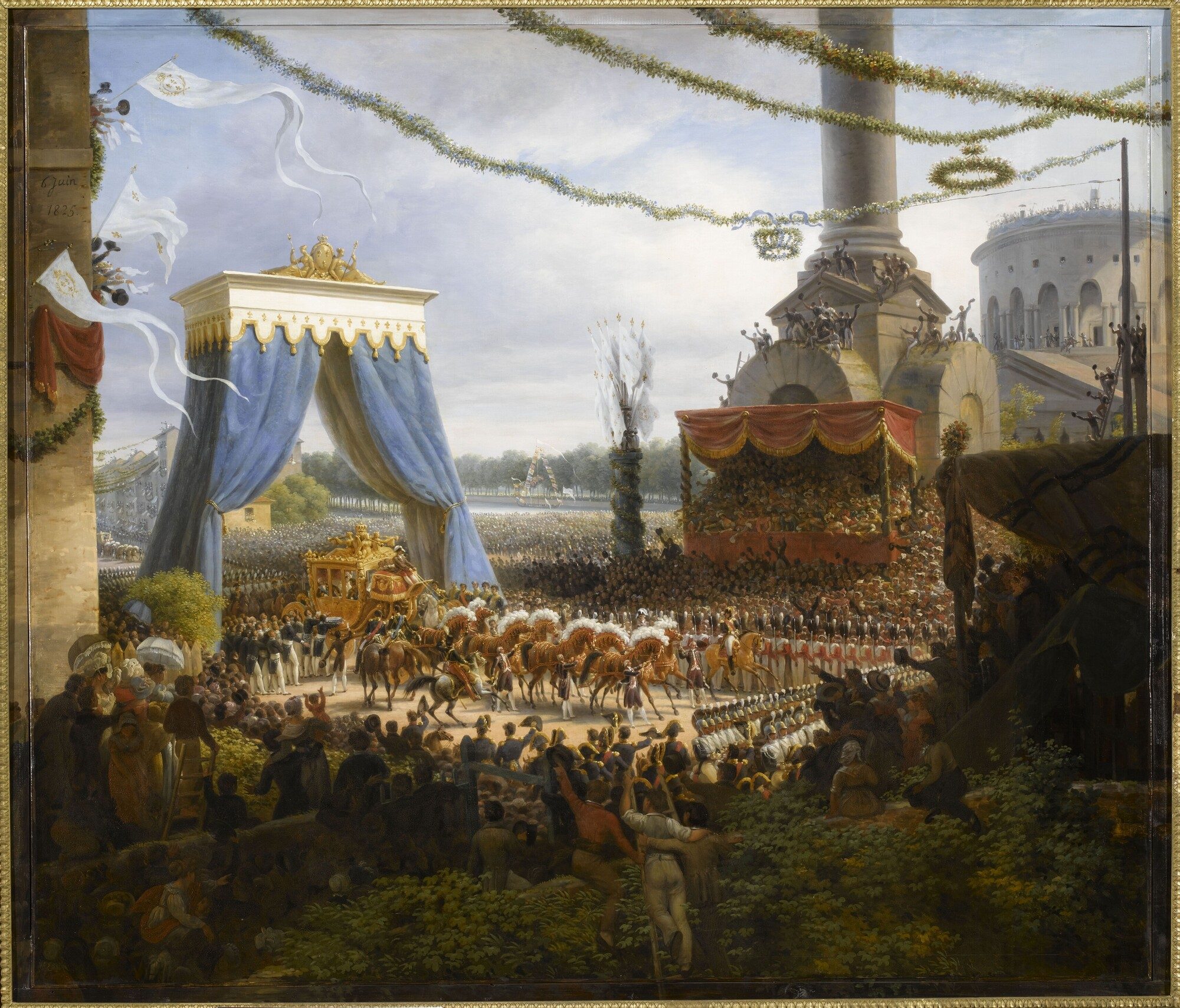
Einzug von Karl X. durch das Tor von la Villette nach Paris auf der Rückkehr von seiner Krönung, 6. Juni 1825

Leibwagen waren an den Höfen die Wagen für die Herrschaft.
Leibwagen unterlagen der Aufsicht durch den Leibwagenmeister mit Hilfe der ihm untergebenen Leibwagenhaltern. Sie unterscheiden sich von den Hof- und Kammerwagen.
Gelegentlich werden die Begriffe vom Einrösser bis hin zum Sechsrösser für Leibwagen verwendet.